# Ivan Kozitsine
Ivan Kozitsine (en russe : Иван Козицын) est un joueur russe de volley-ball né le 23 mars 1987. Il mesure 2,00 m et joue central.

## Clubs
| Club         | De        | À   |
| ------------ | --------- | --- |
| Prikame Perm | 2007-2008 | ... |

## Palmarès
- Championnat du monde des moins de 21 ans
  - Finaliste : 2007